# Кундашлинский сельсовет
Кундашлинский сельсовет — муниципальное образование в Балтачевском районе Башкортостана.

## История
Согласно «Закону о границах, статусе и административных центрах муниципальных образований в Республике Башкортостан» имеет статус сельского поселения.

## Население
| 2002 | 2009  | 2010 | 2012 | 2013 | 2014 | 2015 |
| ---- | ----- | ---- | ---- | ---- | ---- | ---- |
| 1135 | ↘1022 | ↘879 | ↘827 | ↘823 | ↘776 | ↘747 |
| 2016 | 2017  |      |      |      |      |      |
| ↘704 | ↘666  |      |      |      |      |      |

## Состав сельского поселения
| № | Населённый пункт | Тип населённого пункта          | Население |
| - | ---------------- | ------------------------------- | --------- |
| 1 | Кундашлы         | деревня, административный центр | ↘597      |
| 2 | Курачево         | деревня                         | ↘226      |
| 3 | Рахимкулово      | деревня                         | ↘45       |
| 4 | Казанка          | деревня                         | ↘11       |